# イヴの眠り
『イヴの眠り』（イヴのねむり）は、吉田秋生による日本の漫画作品。

## 概要
本作は、小学館の『月刊フラワーズ』2003年8月号〜2005年11月号にて連載された。コミックスは全5巻が出版・発売されている。
作者の前作である「YASHA-夜叉-」の正式な続編であり、前作の主人公「有末静」の娘が主人公になり、前作の登場人物のその後が描かれている。また作者の過去作である「BANANA FISH」と作品世界を共有し、一部のキャラクターが引き続き登場している。
『月刊フラワーズ』2002年12月号に、「YASHA-夜叉-」本編で明かされなかった謎解きと本作を繋げるエピソードを描いた「魂（まぶい）送り」、同誌2003年1月号に本作の登場人物ケン・クロサキとルー・メイ・クアンの出会いのエピソードを描いた「ハウメアの娘」がそれぞれ発表されている。なお、これらの作品は単行本「イヴの眠り」第1巻に収録されている。
また2003年8月に、フラワーコミックススペシャルより前作のガイドブック「YASHA OFFICIAL GUIDEBOOK FIRST GENERATION」が発売されているが、これには本作登場人物の人物解析などが載っており、作品世界を良く知る為の手引きになる。

## ストーリー
かつて奥神島を襲った悲劇から18年の月日が立っていた。
ハワイ島に生まれたアリサ・クロサキは、父のケン、母のルー・メイ、弟のシンジと共に健やかに育ち、「龍の娘」と呼ばれる気品溢れる美少女として周囲からも一目置かれる存在。しかし彼女は幼少時より時折信じがたい不思議な力を見せるときがあり、それゆえ彼女を畏れて忌み嫌う者もいた。
実は彼女の出生には秘密があり、アリサは本当はケンの子ではなく、ルー・メイとただ一夜を共にした別の男との間に出来た子であった。バイオテクノロジー分野での世界的企業・ネオジェネシス社に神経細胞成長因子という改造遺伝子を組み込まれ、現生人類の能力を遥に上回る新人類（ネオジーニス）として密かに生み出されたその男の名は、有末静。現在では、世界最大の製薬会社・雨宮ケミカルグループ社長・雨宮凛と名を変えて籍を置く謎多き人物である。
ある時、気晴らしにバイクでドライブしていたアリサは、この頃よく目の前に現れるようになった見ず知らずの「森の妖精（メネフネ）のような少年」の指差す方向を観る。すると、定期便ではない一機の飛行機が島に到着するところだった。
一方、そのプライベートジェットに乗ってハワイ入りした中国経済界の首領シン・スウ・リンの息子・烈（リエ）は、到着早々に部下を連れ自らクロサキ家を訪れる。かつての知り合いの息子の突然の訪問をルー・メイは快く迎えるが、その口から語られたのは思ってもいなかった事実だった。烈は、死んだ双子の弟・雨宮凛に成り代って雨宮財閥を動かす有末静と父シンの極秘ホットラインが何者かによってハッキングを受けたことを告げ、父シンの命を受けクロサキ家の人間に自分たちの庇護下に入るよう説得しにきた。
人類史上最高の天才である静のシステムに入り込むことは、常人では考えられない。おそらく以前日本で起こった事件の関係者が深く関与していると思われるが、その正体はシンですら未だ全容を掴みきれていなかった。ひょっとしたらアリサの出生の秘密も知られてしまったかもしれない。奥神島事件後に表舞台から姿を消したはずの新人類の子供がいると知れたら、間違いなく事情を知る関係者の標的になるのは目に見えている。その事実を関係者以外の誰かに知られてしまった以上、アリサを無防備に放置しておくことはあまりに危険すぎる。
事の重要性を懸命に説く烈だが、家族を余計な危険に曝したくないと考えるケンは、自分たちをそっとしておいてほしい、とこれを拒否。ケンとルー・メイは島で見かけないものが2、3日前からクロサキ家の様子を窺っていることをそれとなく気付いており、いざとなれば元傭兵である自分たちが親として娘のアリサを守るつもりでいた。予想された事とはいえケンの頑なな態度とアリサが不在だったことから、仕方なく烈はその場を引き下がり、一旦出直すことにする。
翌日、烈たちがふたたびクロサキ家を訪問すると、アリサの弟・シンジ以外は留守にしていた。「姉さんに会わせてくれ」という烈の直球の質問に、シンジが思わず突っかかる。その慌てた様子から、アリサだけが己の出生の秘密を知らされていないことに気付く烈。とそこにアリサ本人が突然現れる。烈はアリサのあまりの美しさに見惚れつつ、咄嗟に「シンジとメル友で夏休みを利用してハワイに遊びに来た」と取り繕うが、前の日に「少年」から啓示を受けていたアリサは、烈に島の案内をする、と言ってツーリングに連れ出した。心配したシンジと小英ら烈の側近たちは車に乗り込みその後を追う。
猛スピードでバイクを飛ばしアリサたちが向かった先は、公道から30分ほど外れたところにある滝壷だった。アリサによると、ここには強い霊力（マナ）が宿っているという。と突然、烈が滝の上に男の子がいると言い出した。自分にしか見えないと思っていた「少年」が烈にも見えていることに驚いたアリサは、その「少年」が自分は9歳の頃から見えていること、そしてその「少年」は「森の妖精」とは少し違って、自分に何かを教えたがっているように感じていたこと、そして「少年」が指差したのは烈の事だとすぐに判ったと言い、霊力の宿る聖なる場所で嘘はつくな、と烈に来訪の本当の目的を言うように迫る。アリサの心の中で全てを知る覚悟ができていることを確認した烈は「自分は君を守りに来た」と言い、正直に目的を告げる。しかし、それがアリサの出生の秘密に深くかかわることまでは口にしなかった。
だが真相を隠すことでアリサを救いに来た理由を上手く説明できない烈を、アリサは一笑に付して、自分の身は自分で守ると突っぱねる。思わず止めに入る烈を軽く投げ飛ばし、「自分は龍の娘だから誰も手出しは出来ない」と言うと、烈は、自分が生まれた時に風水師から「この子は龍の血を受け継ぐ娘を妻に娶るだろう」という神託を受けているから、アリサは将来自分の妻になる人なのだと突然プロポーズする。これにはさすがに呆れたのか、アリサは「折角観光に来たんだから、月の女神の祭りを見ていくといい」と言い残してその場を去る。
同じ頃、クロサキ家を烈の父・シンが自らの危険を顧みずに来訪していた。シンはケンとルー・メイにハッカーの正体が判ったと告げ、一枚の写真を見せた。それを見たクロサキたちは愕然とする。そこに写る人物は20歳前後にしか見えない有末静の姿そのものだった。しかし写真の男は、静や亡くなった雨宮凛とは明らかに違う人物と判る、鋭く冷たい氷のような暗い瞳を持っていた。それはまるで人間味の感じられない人外の殺人鬼を思わせた。考えられることは、静がネオジェネシス社にいるときに保管された体細胞が何者かに持ち出され、新たにクローンが作られた、というのが有末静自身の出した見解だ、とシンは言う。実際この男は「死鬼（スーグイ）」と呼ばれ、中国の闇組織・赤蠍（チーシェ）と共に行動しているらしい。この男を生かしておけば必ず世界に厄災を撒き散らす。そして極秘回線にハッキングしてきた以上、ごく近い将来に何らかの意思を持ってアリサに接触してくることは間違いない。もし「死鬼（スーグイ）」が本当に静のクローンならば、静と同じ運動能力を持っている可能性が大きく、そうなれば人間の手で守るのはほぼ不可能。このままではアリサが危険に晒されるだけ。事態は、ケンらが思っていた以上に切迫していた。
その頃、月の女神の祭りで巫女の踊りを舞うアリサは、自分に送られてくる禍禍しい絡みつくような視線を感じ取っていた。その先を追うと、ヨットパーカーのフードを目深に被り傍らの椰子の木に腕組みをしている1人の男が居た。
周囲の心配をよそに、死鬼の手は既にアリサに伸びようとしていた。

## 登場人物
本作の登場人物の多くは前作『YASHA-夜叉-』の登場キャラクターの後の姿である。過去の詳細な経歴はそちらを参照のこと。
アリサ・クロサキ
本作の主人公。18歳。周りからは「マウナ・ティファナ（ティファナ山）の聖なる龍の娘」と呼ばれ、容姿端麗、気品に加え、大の男にも負けない腕っ節の強さも備えた美少女。顔は母に似て美人で気が強い。本人は知らされていないが、実は新人類（ネオ・ジーニス）である有末静がルー・メイとの間に残した一人娘で、静の持っていた能力を引き継いだ為に新たな事件に巻き込まれる。
かつての静と凜のように、テレパシーに似た意識共有が可能であり、感覚までも共鳴する。そのことによって静の意識がある限りは、必要な応じて静が憑依しアリサを操ることができる。しかしベースとなるアリサの体力が持つ間に限られる為、長時間その状態を維持できるわけではない。シンやメイヨー、三上常務は、静と同じDNAを持つ死鬼に勝つ唯一の切り札として、静に反対されるのを承知でアリサの保護に出ていた。
いきなり訪ねてきた烈に対して最初は警戒心を持っていたが、いきなりプロポーズしたり、弟と同い年ながら若くして己の行く道をしっかり理解して行動する烈に、次第に警戒心を解き共感を覚えるようになる。しかし実の父である静の包むような温かみと接触してからは、自らの怨敵であるにもかかわらず同じ顔を持つ死鬼にその面影を求めてしまい、心ならずも惹かれてしまう。そのジレンマを抱えて戦っていることをアリサに惚れている烈だけは痛いほどよく理解していた。
ハワイアン・ネームはカフアイラナ・マリエ（「水のような静けさ」という意味）。
烈（リエ、レツ）
中国経済界を取り仕切る若き帝王、シン・スウ・リンの一人息子。16歳。幼い時から帝王学の英才教育を受けているため、若輩ながら自分がどうあるべきかをよく理解している。特に頭の回転は相当良い様で、状況をすぐさま判断し、年上の小英らを相手にして的確に次の一手を指示をする。これには父親のシンでさえ思わず心の中で舌を巻くほど。身内以外の目上に対しても、非常に礼儀正しく、シェンは初対面にもかかわらず「公子」として頭を下げた。
日本人の母は、烈のことを「リエ」と中国語読みで呼ぶが、父は時々日本語読みの「レツ」で呼ぶ。母が日本人であることで本国のお歴々からは後継者としての資質を危ぶまれているが、ルー・メイは初対面にして「生まれながらにして王子様」とその育ちの良さと器の大きさを高く評価した。
生まれた時に風水師から「この子は龍の血を受け継ぐ娘を妻に娶るだろう」という神託を受けていて、それ故「龍の娘」と呼ばれるアリサには最初から特別な興味を持っていたが、実際に会い「こんな綺麗な子は見たこと無い」と一目惚れ。その後共に行動するうちにアリサへの真の愛に目覚めて、過酷な運命と戦うアリサを己の命をかけて懸命に守ろうとする。
いつも糸のように伸びるワイヤー状の武器を携帯している。背が少し低いが、これは父親の遺伝らしい。
有末静とは父に連れられて幼少の頃に二、三度会っているらしく、既に面識があった。静の落ち着いた佇まいは烈にとって男としての憧れの対象となっている。
ケン・クロサキ
アリサの育ての父。元アメリカ陸軍グリーンベレー出身。当時は中尉。その後ネオジェネシス社の保安要員を経て日本で起こった奥神島事件に、かつて面倒を見て実の弟のように可愛がっていた有末静の私的傭兵として呼ばれ活躍。事件解決後に引退し、ルー・メイと結婚。その時代に得た莫大な資金を元にハワイ島にあった父のコーヒー農園を買い戻し、現在は家族と共に暮らしている。家族のことを何より大事にし、このまま静かに暮らしたいと思っていたが、彼もまた新たな陰謀の渦に巻き込まれる。
アリサが静の娘であることを予め知っており、出自ゆえ世間から身を隠さなければならなかった静の代わりに、アリサを自分の娘として育てることを固く決意している。それ故か娘を溺愛していて、以前ストーカーをした男を素手でICU送りにしたらしい。
実は子供の頃のアリサが己の能力に目覚め始めたことを知ってから、いざという時に自分で身を守る為（またアリサが誤って他人に怪我をさせるのを防ぐ為）アリサとシンジに護身術を教えていた。
ルー・メイ・クロサキ
アリサの母。元は各国を渡り歩く腕利きの賞金稼ぎ。カンボジアの米軍軍事訓練に体術教官として赴任した際にケンと出会い、その後奥神島事件で傭兵としてケンに呼ばれて再会。事件解決後に結婚し、ハワイにて2児をもうける。それなりに老いた風情の夫とは逆にいまだに若き頃の美貌とプロポーションを変わらず保ち続ける妙齢の婦人。しかし外目に騙されると痛い目にあう。
ケンを愛しつつ、ただ一夜の契りで静との子を妊娠したことを知り、奥神島事件後に一人でどこかへ去ろうとするが、全てを知ってなお自分のそばにいるために追ってきたケンの気持ちに応え身を委ねた。己の過去の過ちで生まれたアリサには、いつか本当の事実を告げなければならない時が来ると知りつつ、その事で苦悩している夫を自らの愛で支えようとする健気さをみせる。ケンが家族と普通に暮らそうと思うあまりに戦士としての勘を鈍らせていることに気付いていて、「死鬼」の影を前に不安を募らせる。
シンジ・クロサキ
アリサの弟。16歳。姉のアリサと違い、こちらは正真正銘ケンとルー・メイの息子。年齢にしては体格もよく、それ故になんでも力ずくで物事を解決しようとするが、猪突猛進で単細胞ゆえ失敗も多い。母には頭が上がらないらしく、一喝されると素直に言う事を聞く。
少々シスコン気味。姉を訪ねてきた烈にあからさまに噛み付き、烈からは「でかい仔犬（対してケンは「でかくて恐い親犬」）」と揶揄される。幼馴染のリリアから惚れられていて、アリサもそれとなくけしかけているのだが、本人は全くその事に気がついていないほど極度の鈍感で朴念仁。姉の出生に秘密があることは両親の会話を偶然盗み聞いたことで気付いていた。
姉を守る立場として沖縄で一緒に行動するうちに、同い年の烈を徐々に信頼していく。しかし日々の鍛錬をサボっていたことで、両親が腕利きの戦士という出自にもかかわらず、ほとんど戦力になっていない。
シン・スウ・リン
全世界の華僑を束ねた「龍の道（ドラゴンロード）」に君臨する総帥にして中国財閥界を支える若きリーダー。周囲からは畏怖を込めて「風の龍（フォンロン）」と呼ばれ、その影響力は国家主席でさえ無視できないと言われる。それだけに政敵は多く、常に命を狙われる存在でもある。烈は10歳年下の日本人妻との間に生まれた一人息子。世界的にもかなりのVIPなはずだが、その性癖から自由気ままに行動することが多く、必要あらば危険な場所に自らふらりと現れる奔放さを持つ。かなりの恐妻家で美人の奥さんにだけは頭が上がらないらしい。
クロサキ家とは己の出自ゆえ無用な危険に巻き込まないために距離をおいてきたが、自分と凜（＝静）のシステムがハッキングされたことを知り、急遽メッセンジャーとして息子の烈をクロサキ家へと送った。しかし事態が予想以上に早く進行していることが発覚し、自ら動き出す。
シンはアメリカ資本に頼らないアジア独自のITネットワーク構想「ドラゴンバレー構想」を打ち出し、世界から注目を浴びている。これが成功すれば中国の初代大統領になるだろうと目されているが、巨大な中国市場をみすみす逃すこの構想に対しアメリカ側の反発感は強く、それ故シンは闇の組織の最重要ターゲットとなっている。
アリサの為に死鬼と戦うことを決意した烈の気持ちを理解し、自分の右腕である小英に後を託し、自らは赤蠍壊滅へ動き出す為、滞在先の沖縄を離れた。奥神島事件後も日本を訪れた際は度々静に逢っていたようで、烈も一緒に引き合わされている。
「BANANA FISH」、「YASHA-夜叉-」と本作を繋ぐキャラクター。3作読むとシンの辿った生い立ちが全てわかるようになっている。今作では渋いダンディーとして息子たちを陰ながら支援する。
曹 小英（ツァオ・シャオイエン）
シンの秘書兼ボディーガード。曹家四兄弟の長兄。烈のサポート役として一緒にハワイに赴き、面識のあったルー・メイと18年振りに再会する。元より若作りなため今でも老けた様子は無い。仕事の為に沖縄を離れるシンから烈の護衛と死鬼と赤蠍の討伐の全権を依頼されるなど、普段から家族同様の信頼を得ている。
中国拳法の達人で虎狼拳を使う。虎狼拳の開祖・竜海王師から後継指名を受けている程の腕前で現在は師範。アリサに請われて虎狼拳の手ほどきをするが、少し見ただけで自分と同じ動きが出来たアリサに、かつて静を指導した時のことを思い出す。
曹 虎英（ツァオ・フーイエン）
小英の弟で曹家四兄弟の末弟。小英と共に烈のサポートをする。少々気が弱いところがあるが、彼もまた中国武術の達人である。アリサが普通の人間でないことは知らされていない。
ママ・グラディス
アリサのクムフラ（フラダンスの師）。自分の能力に不安を持っていたアリサに、神の祝福を与えて送り出す。
ケハウ・ワイアナ
ママ・グラディスの夫で、マウイの長老。ハワイを離れることになったアリサを気遣い、励ましの言葉をかけた。
リリア
アリサ、シンジの友人の女の子。シンジに惚れているが、シンジの視界には入っていない。
死鬼（スーグイ）
有末静と同様のDNAと能力を要する静のクローン。しかしその性質は静とは全く逆で、人間らしい心の葛藤がまるで無い冷酷無比な殺人鬼。マウイの長老によると「この男には魂（ボノ）が無い。普通の人間ではとても太刀打ちできない」という。自分と同じ顔を持つ有末静を不意を突いて襲撃し、再起不能の重傷を負わせるが止めは刺さなかった。自らの野望の為に赤蠍と手を組みアリサを手に入れようと行動するが、その本心は誰にも明かされていない。
人間らしい感情そのものが欠落しているため、まるで子供がおもちゃを無造作に扱うかの如く人を殺めていく。それ故必要が無くなれば自分を慕うものさえ躊躇う事無くその手に掛けていく。若い頃の静そのままの姿をしているため、静のことを良く知る人物ほど攻撃を躊躇ってしまう。静や部下のジャヌーなどはそこを突かれたが、唯一、自分が興味ある相手だけは簡単に殺さない性癖があり、自らが襲撃されてそこに気付いた静は、それこそが隙の無い死鬼を仕留める唯一の弱点になるだろうと分析した。
雨宮 凛（あまみや りん）＝ 有末 静（ありすえ せい）
世界最大規模の製薬会社、雨宮ケミカルグループの社長。実は奥神島爆破事件で亡くなった双子の弟・雨宮凛に成り代って雨宮財閥を動かす有末静その人である。これにはいくつか理由があって、自分が雨宮家の権力を握ることによって2度と自分と凛に起こった悲劇を繰り返さないようにする事、そのためにネオジェネシス社の動きを自由に監視する必要があったこと、新人類「静」が生きていることが判ってしまうと厄介なことになるため身を隠す必要があった事（雨宮姓を名乗れば、たとえ敵対する組織であっても簡単に手を出すことが出来ない）等。以上の事から表向き「18年前の事件で亡くなったのは静」という事にして雨宮凛として振舞っていた。しかし烈がハワイを訪れる1ヶ月ほど前、突如現れた死鬼に不意打ち的に襲撃され、運動機能回復が不可能なほどの重傷を負わされて寝たきりになってしまう。
死鬼の行動原理から次に死鬼のターゲットにされるであろう実の娘・アリサの身を案じるが、公に接触を持つ事で更に危険に晒すことを良しとせず、あえて自分の持つ権力で事態を解決せんとしていたが、シンの機転と計らいにより日本に連れてこられたアリサとついに対面する。しかし、既に右手の指一本しか動かない状態にまでされてしまったことで滅菌状態での隔離が必要となり、脳の信号をコンピュータで音声変換した端末を介する会話しか出来なかった。
実は4年前に一度だけケンに招かれクロサキ家を訪れていたらしいが、その時はアリサとシンジに会っていない。
ジャック・メイヨー
元グリーンベレー出身。カンボジア時代からのケンの部下で、つねに右腕的役目を果たしていた。奥神島爆破事故以後はケンと別れ静の秘書兼ボディーガード。死鬼の襲撃にはたまたま現場に居合わせなかったために難を逃れた。シェンとともに沖縄に訪れたアリサたちを出迎える。ケンの下を離れたことで、今では精神的にも屈強なタフガイに変貌した。
シェン・クアン
ルー・メイの弟。傭兵訓練学校の教官をしていたが、アリサたちに先駆けメイヨーに呼ばれ、また姉ルー・メイから秘密裏にアリサの意思を尊重しサポートしてやって欲しいと願いを託され沖縄入りしていた。已む無い理由で本当の父の事を知らされないでいる姪の不憫を思って、静が使っていた燕針（インジャン。元は母・ルーメイの持ち物）を母に内緒で守り刀として渡していた。死鬼に対抗するためアリサに戦闘訓練を施すが、既にアリサの能力はシェンを凌ぐものになっていた。
元々前作では粗暴で単細胞、さらにシスコンという性格だった。甥のシンジの性格がそっくりなことから、シンジは物静かな父より叔父に影響を受けたのかもしれない（作中に寝坊して「なんで起こしてくれなかったんだ！」と怒ったシンジに、ルー・メイが「そんなトコばっか叔父さんに似て！」と逆に説教している描写がある）。
ジャヌー・カリ
かつてのケンの傭兵仲間。山岳部族・グルカ族の出身の物静かで屈強な戦士。18年前から自らに与えられた予言にしたがって静を絶対の存在としてボディーガードを務めていたが、死鬼の突然の襲撃を受け命を落とす。腕の立つ戦士として知られていた彼の死は、ケンとルー・メイに衝撃を与え、更に不安にさせることになった。
三上 唯（みかみ ただし）
現雨宮ケミカル常務。かつては静と敵対関係だったが、奥神島事件の最中に改心し、自らの命をかけて雨宮凛を救おうとした息子・尊の意志に答えるため、過去の行いを贖罪する意味で静をサポートする立場に収まった。なお奥神島事件の際に左手を失い義手になっていることからいつも手袋をつけている。
永江 十市（ながえ といち）
有末静の幼馴染で親友の循環器系外科医師。18年前に亡くなった兄・茂市の意志を継いで人を救う道を選び、若くして心臓バイパス手術の第一人者となった。死鬼に襲撃された静の主治医を引き受けるも、自らの手術にまでいちいち文句をつける静に「もう、主治医はごめんだ」と嘆いている。
妻・苑との間に息子が3人、さらにおなかに1人いる。
クラリス・シュライバー博士
静がネオジェネシス社で研究員をしていた頃の上司。奥神島事件後、故アルフレッド・ライアン博士の研究を盗んで得た論文を学会で発表したことから、有末静に告発され学会を追われた。静に復讐するため、静の体細胞を盗んだ組織に協力し、仮腹となって死鬼を産んだ。なお静とは過去に肉体関係を結んでおり、その事を忘れられず、自分の「息子」である死鬼とも肉体関係を結んでいる。それもあり死鬼の事も「セイ」と呼んでいるが、死鬼にとってそれは彼女に対する憎悪の心を増長する事にしかならなかった。
Mr.ニコルソン
裏で米経済界を動かそうと暗躍している組織の人間。シンの提唱するドラゴンバレー構想（アジア独自のITネットワーク構想）を良しとせず、赤蠍と結託しいまや経済界の時の人となったシンを亡き者にしようとしている。Mr.ニコルソンは自らの口で自分の上にいる存在を明かしている。
「静はライアン財団を掌握し、ネオジェネシス社のしてきた違法な研究内容を告発糾弾したことで、それまでの研究員を根こそぎ解雇した。そのせいで元研究員はどこにも雇ってもらえず路頭に迷っている」とされているので、その中には静に恨みを持つ旧ネオジェネシス社研究員たち（とその研究成果）を有用と考え引き入れている。
包（パオ）
死鬼と組む赤蠍グループのリーダー。本名・黄沢敏（ウォン・ツオミン）。いつも陰気な目をしている。アメリカに組してシンの抹殺を狙っているが、その真の目的は、死鬼を操り、自分たちの理想とする中国社会を作ることにある。しかし、それは現実を見ない愚かな選択に過ぎなかった。
フォン・ミー
沖縄本島側の赤蠍グループのリーダー。表向きは不動産ブローカーとして活動している。沖縄に来た死鬼とパオを出迎える。
老鼠（ラオシュー）
死鬼と組む赤蠍グループの一人。どうやら一番の下っ端のようで、アジトでお茶くみなどをしている。闇組織に籍を置くにもかかわらず、いつもオドオドしている。それ故、手傷を負って逃亡した先からアジトに戻ってきた死鬼を苛立たせ、見せしめに首を切られて殺される。
有末 貴比古（ありすえ たかひこ）
静の叔父。新宿の病院を引き払い、奥神島爆発事故の後も島に残って開業医をしている。アリサ（＝静）に腹部を斬られ重傷を追った死鬼が接触してくるも死鬼の巧みな姦計に騙され、死鬼の治療を行い救ってしまう。
大のテレビゲーム好きで、往診に出かけては島の患者とゲーム三昧しているようで、これには時々電話をかけてくる十市も呆れてしまっている。
曹 小狼（ツァオ・シャオラン）
曹家四兄弟の次男。中国武術の達人。別件でロスアンゼルスにいた関係で遅れてシンたちに合流。その関係で英鮫の死に目には会えなかった。その後は小英に変わりシンのガードとして沖縄を離れた。
曹 英鮫（ツァオ・イエンジャオ）
曹家四兄弟の三男。シンを守り、死鬼の放った無慈悲な凶弾を頭に受け死去。家族同然の存在を殺された事がシンの怒りに火をつけ、ついにシンは赤蠍絶滅に乗り出す。
反町 鉄男（そりまち てつお）
静や十市の幼馴染。18年前の事件後に東京から沖縄に戻り、年の離れた咲子と結婚。実家は奥神島にあるが、沖縄本土に居酒屋を経営していて、なかなか会えないでいる。
反町 咲子（そりまち さきこ）
鉄男の妻。かつては本島で静の経営する沖縄医療センターの若く優秀なナースだったが、結婚した現在は静の計らいで奥神島の有末医院で看護師をしている。鉄男とはまだ新婚だが、店の切り盛りで忙しい鉄男との別居生活が続いていて、その寂しさから有末医師を訊ねてきた死鬼と偶然出会い、心ならずも惹かれる。その心の隙を死鬼に利用された為に悲劇的最期を迎えた。血液型はA型。
反町 太一（そりまち たいち）
鉄男の兄。奥神島に住んでいる。おばぁの悲鳴で咲子に刺され重傷を負った有末医師を発見。弟の嫁の突然の凶行に愕然とする。
今井 達也（いまい たつや）
かつて勤務していた洛北大学生体研究所において、凛の起こした「ウイルス遺伝子計画」のバイオテロによって最愛の婚約者と生まれてくるはずだった子を同時に失った過去を持つ（このあたりの経緯は『YASHA-夜叉-』を参照のこと）。奥神島事件後は沖縄本島に残り、沖縄医科大学遺伝子工学科教授として赴任。週2回の講義以外は、山原（やんばる）の研究室に身を隠すようにひっそりと暮らしている。
バイオテロ後にウイルス自体は静が全て処分したが、新たなウイルスによって引き起こされる万が一の事態に備え、静は遺伝子解析したウイルスの構造設計図を残し、自分が襲撃された場合を予期してその恐怖をよく知る今井に預けた。データディスクというかなりアナログな方法で保管されているらしいが、どこにそれがあるのかは静も知らず、預けられた今井しか知らない。その際、ディスクを守る代わりに今井には一切の干渉しないという取り決めを静と交している。
静や凛、アリサの存在を疎むことは無いというが、「ウイルス遺伝子計画」の惨状を良く知っているだけに、人の遺伝子改良という禁断の研究には激しい嫌悪を抱いている。ウイルス設計図の存在を知った死鬼に狙われるが、ディスクの隠し場所には相当自信があるようで、静との密約通りに命に代えてもディスクを守ろうとする。